# Trigona hyalinata
Trigona hyalinata é uma espécie de abelhas. Foi descrito pela primeira vez por Amédée Louis Michel Lepeletier em 1836. Trigona hyalinata pertence ao gênero Trigona e à família Apidae.
Entre os grupos mais importantes estão as abelhas nativas sem ferrão, também chamadas de abelhas indígenas ou meliponíneos. Elas pertencem à tribo Meliponini, que compreende cerca de 60 gêneros distribuídos por regiões tropicais e subtropicais. Essas abelhas sociais vivem em colônias altamente organizadas, que podem abrigar dezenas de milhares de indivíduos.

## Etimologia
É possível que as abelhas tenham evoluído a partir de um grupo de vespas que, ao longo de milhões de anos, modificou sua dieta, deixando de se alimentar de insetos e ácaros para consumir néctar e pólen das flores. No Brasil, foram registradas 1.678 espécies, mas estima-se que esse número ultrapasse 2.500, tornando o país um dos maiores centros de diversidade de abelhas do mundo.
O gênero Trigona é um dos mais diversos da tribo Meliponini, com ampla distribuição, do México à Argentina. Entre suas espécies, destaca-se Trigona hyalinata, popularmente conhecida como abelha guaxupé. Essa espécie, pertencente à família Apidae e à subfamília Meliponinae, é um forrageador generalista com ocorrência registrada nos estados de Minas Gerais, Bahia, Goiás e São Paulo.  O nome Trigona hyalinata pode ser interpretado como "abelha de três ângulos com partes translúcidas", referindo-se ao formato corporal e à transparência de estruturas como as asas.

## Taxonomia e sistemática
As abelhas Guaxupé pertencem à ordem Hymenoptera, uma das mais ricas em espécies de insetos, e que é dividida em 27 superfamílias e 132 famílias. Elas fazem parte da família mais diversa das abelhas, a Apidae, que é abundantemente distribuída no globo,e da subfamília Apinae.
A nível de grupo, as T. hyalinata pertencem ao grupo monofilético Meliponini, popularmente conhecido como o grupo das abelhas sem ferrão, tendo esse indícios de surgimento na Gondwana há cerca de 100 milhões de anos. Hoje em dia as espécies pertencentes a esse grupo são mais abundantes na região Neotropical, mas no geral possuem uma distribuição pantropical.
Pertencem ao gênero Trigona Jurine, que é encontrado desde o norte da Argentina até o México, que até 2013 possuía 32 espécies válidas, sendo que dessas, 20 já foram observadas na Amazônia brasileira. Em Trigona são reconhecidos nove grupos de espécies, separados por características morfológicas e biológicas, sendo a Guaxupé pertencente aos spinipes que segundo uma análise de 2008 se mostrou um grupo parafilético, ao contrário de muitos outros grupos de Trigona que são monofiléticos.

## Biologia e História Natural
A Trigona hyalinata é considerada uma abelha corbiculada, pois possuem corbícula metatibial nas fêmeas. É uma estrutura alargada, lisa e deprimida na tíbia das pernas traseiras. A corbícula é comumente conhecida como “cesta de pólen” pois é utilizada para o transporte de pólen misturado com saliva e néctar, mas  também outros materiais, como resina e lama. A Guaxupé pode ser facilmente identificada como sendo uma abelha totalmente preta, com asas amarronzadas e tamanho de cerca de 7mm.
Devido à capacidade de transportar tais materiais, os meliponini conseguem produzir mel, própolis, resina e acumular pólen, que são muito importantes para a manutenção da colmeia, mas também muito apreciado pelo uso humano. Além disso, são muito importantes agentes de serviços ecossistêmicos, como a polinização. No caso da Guaxupé, seu mel pode ser considerado impróprio para consumo, pois essa abelha possui o hábito de coletar fezes de mamíferos para a construção de seu ninho.
As abelhas são popularmente conhecidas pela presença de ferrão, contudo, a Trigona hyalinata, e outras diversas abelhas nativas, possuem um ferrão reduzido e infuncional, explicado possivelmente pela história evolutiva dessas abelhas diminuem significativamente o tamanho corporal.

## Arquitetura dos ninhos
Os ninhos das abelhas sem ferrão possuem uma enorme variedade de formas e são geralmente formados por cerume. O cerume é constituído a partir de uma mistura de cera (secretada pelas glândulas tergais das abelhas) com resinas (própolis), secreções enzimáticas (saliva) e/ou outras substâncias vegetais. Além disso, também pode ser adicionado lama, fezes, pequenas pedras e areia nessa mistura, o que vai conferir diferentes consistências a depender da parte do ninho que será construída.

### Os ninhos apresentam como principais estruturas

#### Câmara de Cria, Células de Cria e Célula real
Localizada no centro do ninho, a câmara de cria é composta por células de cria dispostas horizontalmente. Possui um invólucro em seu entorno que é importante para manter a temperatura estável. Cada célula abriga uma única abelha em desenvolvimento, recebe provisões de mel e pólen antes da postura do ovo pela rainha e, após o fechamento, permanece intocada até que a nova adulta a rompa ao emergir. Essas células não são reutilizadas e se desintegram após o desenvolvimento. Em T. hyalinata, as abelhas princesas, que poderão ser futuras abelhas rainhas, são formadas através da célula real, uma célula maior que recebe alimento em maior quantidade.

#### Área de Armazenamento
Fora do invólucro localiza-se a área de armazenamento, onde as abelhas constroem estruturas em formato de potes utilizando cerume para armazenar pólen e mel.

#### Batume e Tubo de Entrada
Todo o ninho é envolvido externamente por camadas espessas de batume, constituído a partir de cerume e resinas. Os meliponini normalmente constroem tubo de entrada, que é o que permite a entrada e saída das abelhas e muitas vezes apresenta características únicas que permitem a identificação de gêneros, subgêneros ou  até mesmo  de espécies. Entretanto, a Guaxupé não realiza a construção do tubo de entrada para a colônia, sendo a entrada constituída apenas por uma abertura.

## Localização dos Ninhos
A Trigona hyalinata forma sua própria cavidade a partir de pontos iniciais em árvores ou penhascos, sendo uma colmeia externa, que é construída com barro, resinas ou fezes.

## Defesa passiva e ativa
Devido a T. hyalinata possuir um ferrão atrofiado (vestigial), seus mecanismos de defesa são outros e incluem: camuflar a entrada do ninho, construir em locais de difícil acesso e adotar comportamentos defensivos ativos como beliscar a pele do agressor com as mandíbulas.

## Distribuição geográfica e habitat

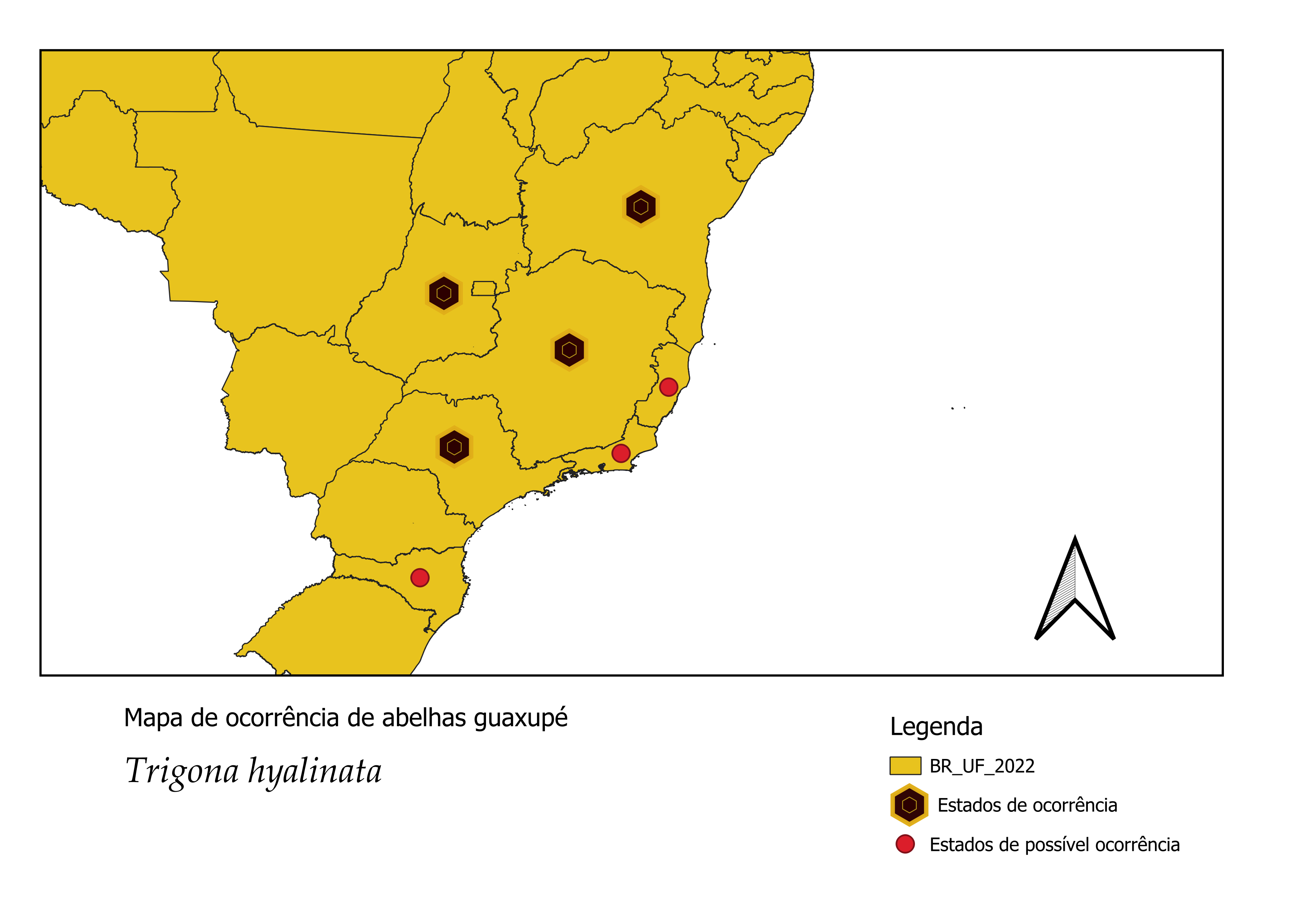
Estados de ocorrência, e de possível ocorrência da espécie.

A guaxupé (Trigona hyalinata)  ocorre  nos  estados  de Minas Gerais, Bahia, Goiás e São Paulo. Mas, de acordo com dados provenientes de ciência cidadã, a espécie também pode ocorrer nos estados de Espírito Santo, Rio de Janeiro e Santa Catarina. 
Os estados de ocorrência dessa espécie são predominantemente dos biomas Mata Atlântica e Cerrado e pontos de transição entre esses mesmos biomas (ecótonos).
As paisagem do habitat dessa abelha são formadas por Floresta Ombrófila Densa; Floresta Ombrófila Mista; Floresta Ombrófila Aberta; Floresta Estacional Semidecidual; e Floresta Estacional Decidual pertencentes a Mata Atlântica, e Cerradão, Mata Seca, Mata de Galeria, Mata Ciliar pertencentes ao Cerrado.
O clima dessas regiões varia de quente e úmido a moderadamente frio proveniente da Mata Atlântica e invernos secos nas regiões de cerrado.

## Conservação

### Status de conservação
De acordo com o Ministério do Meio Ambiente, a espécie Trigona hyalinata é classificada como pouco preocupante. Isso significa que a espécie possui populações amplas e estáveis, além de uma distribuição geográfica significativa, indicando que não ela enfrenta um risco iminente de extinção. Há registros da Trigona hyalinata na Estação Ecológica de Água Limpa, em Cataguases-MG. Além disso, a abelha Guaxupé pode ser encontrada em ambientes urbanos, o que pode sugerir que a espécie tem se adaptado a este ambiente.

## Relação com a cultura
A Comunidade Tradicional Brejeira, chamada Guaxupé se localizada no estado do Piauí e mantém uma relação próxima com a abelha Guaxupé (Trigona hyalinata), amplamente encontrada na região da comunidade. A comunidade leva o nome de Guaxupé justamente pelas interações com essa abelha. O conhecimento tradicional da comunidade inclui ações de conservação dessas abelhas, que desempenham um papel relevante na polinização local. Essa interação reflete a importância da espécie para a biodiversidade e para a manutenção dos recursos naturais da região

A criação de abelhas tem se mostrado cada vez mais vantajosa, gerando não apenas uma fonte de renda extra, mas também ajudando na preservação e reintrodução de espécies nativas nas áreas onde essa atividade ocorre. Além disso, o manejo é considerado simplificado e satisfatório, pois são espécies consideradas  de grande potencial polinizador, com fácil cuidado e baixo investimento, o que torna a meliponicultura uma alternativa viável e sustentável para comunidades tradicionais, contribuindo assim, com o aumento da renda local.